# استیل‌کولین
استیل‌کولین (به انگلیسی: Acetylcholine)، (مخفف: ACh)، اِستِری از ویتامین ب ۴ و جوهر سرکه است که ناقل شیمیایی در بسیاری از سیناپس‌های (پیوندگاه‌های) عصبی است. مولکول استیل‌کولین یکی از مهم‌ترین انتقال‌دهنده‌های عصبی است. این ماده مسئول انتقال عصبی چه در دستگاه عصبی مرکزی و چه در دستگاه عصبی محیطی در انسان و در بسیاری از جانداران دیگر است. در طول تاریخ بشر، این اولین انتقال‌دهندهٔ عصبی بود که کشف شد.
هنگامی که پیام عصبی به انتهای عصب می‌رسد، استیل‌کولین که در آنجا به صورت ریزدانه‌هایی انباشته شده‌است، رها می‌شود و با مولکول گیرندهٔ پیام در غشای پس‌پیوندگاهی یا غشای صفحهٔ انتهایی عصب حرکتی رشتهٔ ماهیچه‌ای، ترکیب می‌شود. در اینجا، استیل‌کولین تراوایی غشا را تغییر می‌دهد و تغییر کوچکی در پتانسیل غشا پدیدمی‌آورد. اگر بسامد این تغییرات به اندازهٔ کافی زیاد باشد، سلول را دیپولاریزاسیون می‌کند.
استیل‌کولین باعث انقباض ماهیچه می‌شود و نورون‌های حرکتی دستگاه عصبی به منظور فعال شدن ماهیچه‌ها آن را آزاد می‌کنند. یکی از کاربردهای معمول استیل‌کولین در پزشکی، تحریک ماهیچهٔ حلقوی عنبیه جهت تنگ کردن مردمک چشم طی لیزیک است.

## گیرنده‌ها
به قسمت‌هایی از بدن که از استیل‌کولین استفاده می‌کنند یا تحت تأثیر آن قرار گرفته‌اند، کولینرژیک گفته می‌شود. برای استیل‌کولین در اندام هدف رشته‌های پس‌گره‌ای سمپاتیک (مانند ماهیچه‌های صاف روده یا عنبیهٔ چشم) گیرنده‌های موسکارینی M۱ تا M۳ و گاهی گیرنده‌های نیکوتینی وجود دارند. در گره‌های عصبی، گیرندهٔ استیل‌کولین بر روی نورون پس‌گره‌ای از نوع نیکوتینی است. همچنین گیرندهٔ استیل‌کولین در ماهیچه‌های اسکلتی گیرندهٔ نیکوتینی است.
کولین استراز آنزیمی است که استیل‌کولین را که برای برانگیختن نورون‌ها لازم است، در محل سیناپس آبکافت می‌کند تا تحریک مداوم نباشد.

## داروشناسی
به دلیل عملکردهای استیل‌کولین در دستگاه عصبی خودمختار و مغز، بسیاری از داروهای مهم اثر خود را با تغییر انتقال کولینرژیک اعمال می‌کنند. شماری از سموم و زهرهایی که توسط گیاهان، جانوران و باکتری‌ها تولید می‌شود و همچنین عوامل عصبی شیمیایی مانند سارین، با غیرفعال یا بیش‌فعال کردن ماهیچه‌ها از طریق تأثیرات آن‌ها بر روی اتصال عصبی و ماهیچه‌ای باعث آسیب می‌شوند. داروهایی که بر گیرنده‌های استیل‌کولین موسکارینی مانند آتروپین تأثیر می‌گذارند، این ترکیبات می‌توانند در مقادیر زیادی سمی باشند، اما در دوزهای کمتر معمولاً برای درمان برخی بیماری‌های قلبی و مشکلات چشمی استفاده می‌شوند. اسکوپولامین (هیوسین) که عمدتاً روی گیرنده‌های موسکارینی در مغز عمل می‌کند، می‌تواند باعث هذیان، توهم و فراموشی شود. ویژگی‌های اعتیادآور نیکوتین از تأثیرات آن بر گیرنده‌های نیکوتینی استیل‌کولین در مغز نشأت می‌گیرد.

### موارد مصرف
جهت ایجاد مردمک‌تنگی در بزرگسالان و کودکان و ایجاد مردمک‌تنگی سریع و کامل در جراحی بخش قدامی چشم کاربرد دارد.
سنتز استیل‌کولین از کولین و استیل-کوآ توسط آنزیم کولین استیل ترانسفراز کاتالیز می‌شود. این روند سنتز در پایانهٔ پیش‌سیناپسی انجام می‌گیرد. ترکیب حاصل در وزیکول‌ها ذخیره شده و سپس از طریق اگزوسیتوز میانجی‌شده با کلسیم آزاد می‌شود. کولین توسط پایانهٔ پیش‌سیناپسی از طریق سیستم ناقلی با میل ترکیبی پایین از خون برداشت می‌شود و از شکاف سیناپسی توسط سیستم ناقلی با میل ترکیبی بالا. آن همچنین از هیدرولیز فسفوتیدیل کولین (و احتمالاً اسفنگومیلین) لیپید غشاء حاصل می‌شود؛ بنابراین لیپیدهای غشاء ممکن است که جایگاه ذخیرهٔ کولین باشد، و هیدرولیز آن‌ها همراه با آزاد شدن بعدی کولین بسیار کنترل‌شده‌است. کولین ترکیب عمومی غذا است و همچنین می‌تواند در انسان سنتز شود. تنها راه سنتز کولین از طریق اضافه شدن دنبال هم سه گروه متیل از SAM به قسمت اتانول‌آمین فسفاتیدیل اتانل آمین است. جهت تشکیل فسفاتیدیل کولین. فسفاتیدیل کولین سپس هیدرولیز می‌شود و کولین یا فسفوکولین آزاد می‌شود. موجودی کولین در مغز می‌تواند پلهٔ محدودکننده برای سنتز استیل‌کولین باشد و ضمیمه نمودن غذا با لسیتین (فسفوتیدیل کولین) در بیماران که از دیسکینزی (حرکات غیرارادی مبرم ماهیچه‌های صورت و زبان) رنج می‌برند جهت
افزایش استیل‌کولین مغز به‌کار می‌رود.

### روش مصرف
در بالغان و کودکان: ۰٫۵ تا ۲ سی‌سی از محلول ۱ درصد (قبل یا پس از بستن یک یا چند بخیه) در اتاق قدامی چشم ریخته می‌شود.

### مکانیسم اثر
استیل‌کولین نیز مانند سایر استرهای کولین (شامل: متاکولین، کارباکول و بتانکول) و نیز مانند آلکالوئیدهای طبیعی (شامل: موسکارین، پیلوکارپین و نیکوتین از طریق اثر مستقیم بر گیرنده‌های استیل‌کولین (نوع موسکارینی) موجب انقباض ماهیچه‌های مژگانی چشم شده و منجر به میوزیس (مردمک‌تنگی) می‌گردد.

### موارد منع مصرف
حساسیت مفرط نسبت به دارو، التهاب حاد عنبیه، بیماری‌های التهابی حفرهٔ قدامی چشم، آب‌سیاه ثانویه.

### عوارض جانبی
کدورت عدسی، آتروفی عدسی، برادی‌کاردی، فشار خون پایین